# アレクサンドル・コルチャーク
アレクサンドル・ヴァシーリエヴィチ・コルチャーク（ロシア語: Алекса́ндр Васи́льевич Колча́к, ラテン文字転写: Aleksandr Vasil'evich Kolchak、1874年11月4日（グレゴリオ暦11月16日） - 1920年2月7日）は、ロシアの海軍軍人、政治家。白軍（白衛軍）の総司令官、ロシア国最高指導者（1918年 - 1920年）を務める。

## 概要
全ロシア臨時政府の陸軍・海軍大臣を務めた後 、白色運動の他の指導者たちによって認められ。その結果。彼はロシア国最高指導者に就任し、ロシア内戦初期時の1918年後半に、白色運動の首領となった。彼の政府はシベリア南西部のオムスクを拠点としており、一時コルチャークの権力は南ロシア政府を統率していたアントーン・デニーキンを超えるものとなった。
1919年初頭に勢力地の拡大に成功したが、政権は地元住民からの支持を欠落しており、尚且つ白軍指導者は各々の白軍との連携が上手くいかなかったこともあり、その勢いは停滞した。同年12月、彼は東シベリアにおける連合国代表であったモーリス・ジャナンとチェコスロバキア軍団に裏切られると、1920年1月に地元のボルシェヴィキ政権に引き渡され、翌月イルクーツクで処刑され生涯を終えた。

## 来歴

### 海軍に入隊

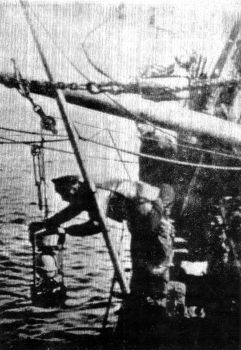
「ザリャー」で勤務するコルチャーク（1900年頃）

1874年、サンクトペテルブルクの貴族の家に生まれる。父は海軍軍人で、クリミア戦争では砲兵部隊を指揮してセヴァストポリ包囲戦に従軍している。1894年に海軍幼年学校を次席で卒業し海軍尉官補となり、一等装甲巡洋艦「リューリク」に配属された。1895年から1899年にかけてウラジオストクに配属され、1896年末には、二等巡洋艦「クレーイセル」の当直士官に任命された。
1900年には、エドゥアルト・フォン・トルの北極海探索に参加し、調査船「ザリャー」の指揮を執った。探索は難航し、コルチャークは1902年12月に任務を解かれクロンシュタットに配属されたが、「ザリャー」の探索隊はその後も調査を続け、行方不明となった。コルチャークは北極海探索の功績が認められ、ロシア地理学会から最高賞を受賞した。1904年3月、ソフィア・オミロヴァと結婚するが、サンクトペテルブルクに向かう途中に大日本帝国との戦闘に加わるように命令される。

### 日露戦争
日露戦争開戦時には病気を患っていたが、前線勤務を志願した。当初、艦隊装甲艦「ペトロパヴロフスク」の指揮を任命されたが断り、優速の一等防護巡洋艦「アスコーリト」への任官を志願した。その数日後、「ペトロパヴロフスク」は日本海軍の敷設した機雷に触れて沈没、コルチャークは九死に一生を得た。
この後、コルチャークは水雷艇「セルジートィイ」の艦長として旅順攻囲戦に参加した。セルジートィイにて敷設した機雷で日本海軍の防護巡洋艦「高砂」を撃沈した。旅順要塞の砲兵中隊の指揮を任されたが戦闘で負傷し、旅順開城後捕虜となり長崎の捕虜収容所に4か月間収容されるが、リウマチのためカナダ経由で本国へ送還された。本国に帰国後、旅順戦の功績を称えられ、聖ゲオルギー勲章とポルト＝アルトゥール軍刀を授与される。1905年4月にサンクトペテルブルクに戻り、少佐に進級する。

### 第一次世界大戦

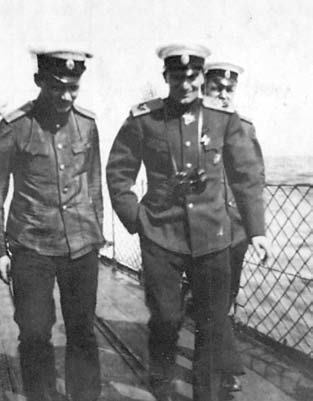
バルチック艦隊時代のコルチャーク（1916年）

1906年、海軍参謀本部に入り、戦後壊滅した海軍の再建に尽力した。統計班長として、バルト海での作戦計画の立案を指揮した。また、砕氷船の建造に関わり、完成した砕氷船は1909年から1910年にかけて地形調査のためヴァイガチ島を経由してウラジオストクに派遣された。コルチャークは地形調査に同行し、収集した資料をロシア帝国科学アカデミーに提供し、カラ海と東シベリア海に関する生活実態は、ロシア帝国科学アカデミーにおいて高い評価を受けた。調査終了後の1910年に海軍参謀本部に戻り、1912年にバルチック艦隊に配属された。
第一次世界大戦勃発時には、艦隊水雷艇「ポグラニーチュニク」の指揮を執っていた。1914年から1915年にかけて、キール・ダンツィヒで機雷敷設作戦に従事し、その際の機雷戦で4隻のドイツ帝国の巡洋艦（但し、このうち2隻は潜水艦「E-9」による撃沈とも言われる）と8隻の駆逐艦、11隻の輸送艦を沈めた。
1915年2月にはフィンランド湾の機雷作戦を指揮して成功を収め名声を得た。1916年8月に中将に昇進し、アンドレイ・エベルガールトの後任として黒海艦隊司令長官に任命され、オスマン帝国を攻撃することを命令された。コルチャークはボスポラス海峡に進軍し、オスマン帝国の石炭船を攻撃する通商破壊を実施し打撃を与えた。1916年には陸軍と共同作戦を執り、トラブゾンに展開するロシア軍を支援した。

### ロシア革命

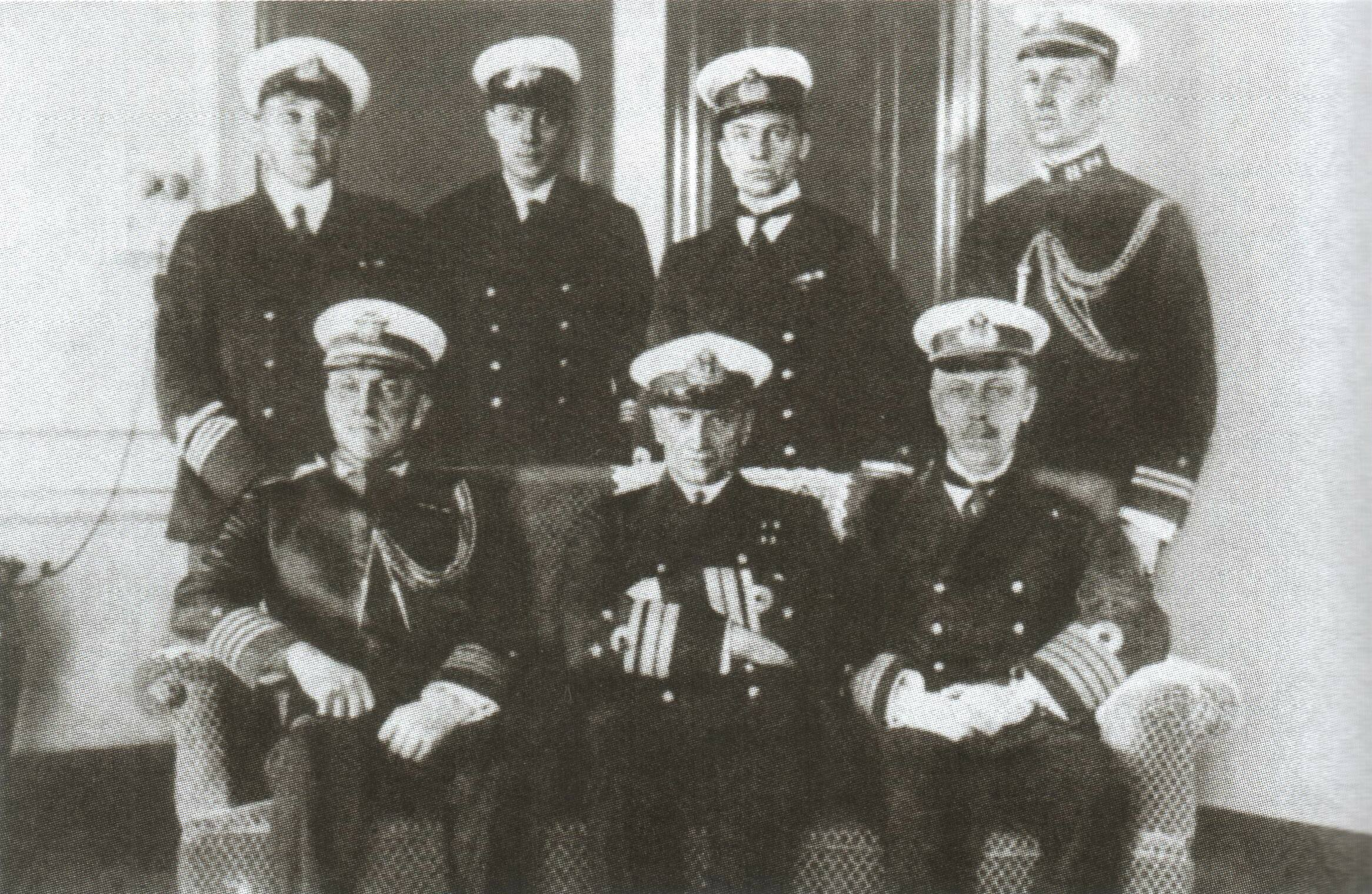
ニューヨーク滞在時のコルチャーク（1917年）

黒海艦隊は1917年2月革命の勃発後、コルチャックは臨時政府の会議に招かれた。そこでコルチャックは、ロシア軍の状態とその完全な士気低下についての見解を示した。彼は、国を救う唯一の方法は厳しい規律を再確立し、陸海軍に死刑を復活させることだと述べた。
1917年、二月革命が勃発すると、黒海艦隊は政治的混乱に見舞われた。コルチャークは6月に艦隊の指揮を解かれ、ペトログラード到着後、コルチャークはロシア臨時政府に恭順するが、6月7日にボリシェヴィキ派水兵の反乱により司令官を解任される。この際、コルチャークは日露戦争で授与されたポルト＝アルトゥール軍刀を抗議の意味を込めて海に投げ捨てた。コルチャークは臨時政府の閣議に度々招かれ、ロシア軍の危機的状況に関して報告すると同時に「陸海軍の再編こそが国を救う唯一の方法」と説いた。彼は、国を救う唯一の手段は、厳しい規律を再確立し、陸海軍に死刑を復活させることだとも主張した。臨時政府の閣僚や保守的傾向の組織や新聞は「将来の独裁者」としてコルチャークを推していた。当時ペトログラードには、ボリシェヴィズム運動の弾圧と、政府の過激派メンバーの排除を目的とした、多くの秘密組織が誕生していた。これらの組織は、コルチャークに指導者の就任を要請した。臨時政府の陸海軍大臣アレクサンドル・ケレンスキーは、戦時体制の強化のためにアメリカ合衆国に向かうように命令した。
8月19日、コルチャークは訪露中のアメリカ海軍少将ジェームズ・H・グレーンと上院議員エリフ・ルートに招かれ、準公式の軍事オブザーバーとしてイギリス・アメリカに向け出国した。グレーンとルートには、コルチャークが実施したボスポラス海峡での作戦を聞き出しダーダネルス海峡侵攻作戦を計画することを意図していた。ハリファクスに到着したコルチャークは第一海軍卿ジョン・ジェリコーの歓待を受けるが、そこでアメリカがダーダネルス海峡侵攻作戦を放棄したことを知り、予定を変更しアメリカでは艦隊と軍港を視察するだけに留め、日本経由でロシアに帰国することになった。

### ロシア内戦
コルチャークは、横浜港に着いた時に十月革命の勃発を知り、2か月半日本に滞在した。この間日本軍部やイギリス政府と接触し、1918年にウラジオストクに到着すると、ボリシェヴィキ政権に対抗するためイギリス軍への入隊を求めた。イギリス軍は、当初コルチャークをイラクに派遣することを計画したが、最終的にボリシェヴィキ政権を打倒した後にロシアが連合国に復帰することを条件に要請を受け入れた。その後、イギリスの後援で、オムスクに樹立された反ボリシェヴィキ政権の臨時全ロシア政府に陸海軍大臣として迎え入れられた。
しかし、11月18日にイギリスの支援を受けクーデターを起こし、閣僚や社会革命党の幹部を逮捕した。コルチャークは元首就任と非常時大権付与を承認させ、反対する閣僚は国外に追放した。反対者を一掃したコルチャークは最高指導者に就任し、ウラル以東のほぼ全域に軍事独裁体制を敷いた。コルチャークは全権を掌握後、次のように演説し、ボリシェヴィキ政権打倒を宣言した。

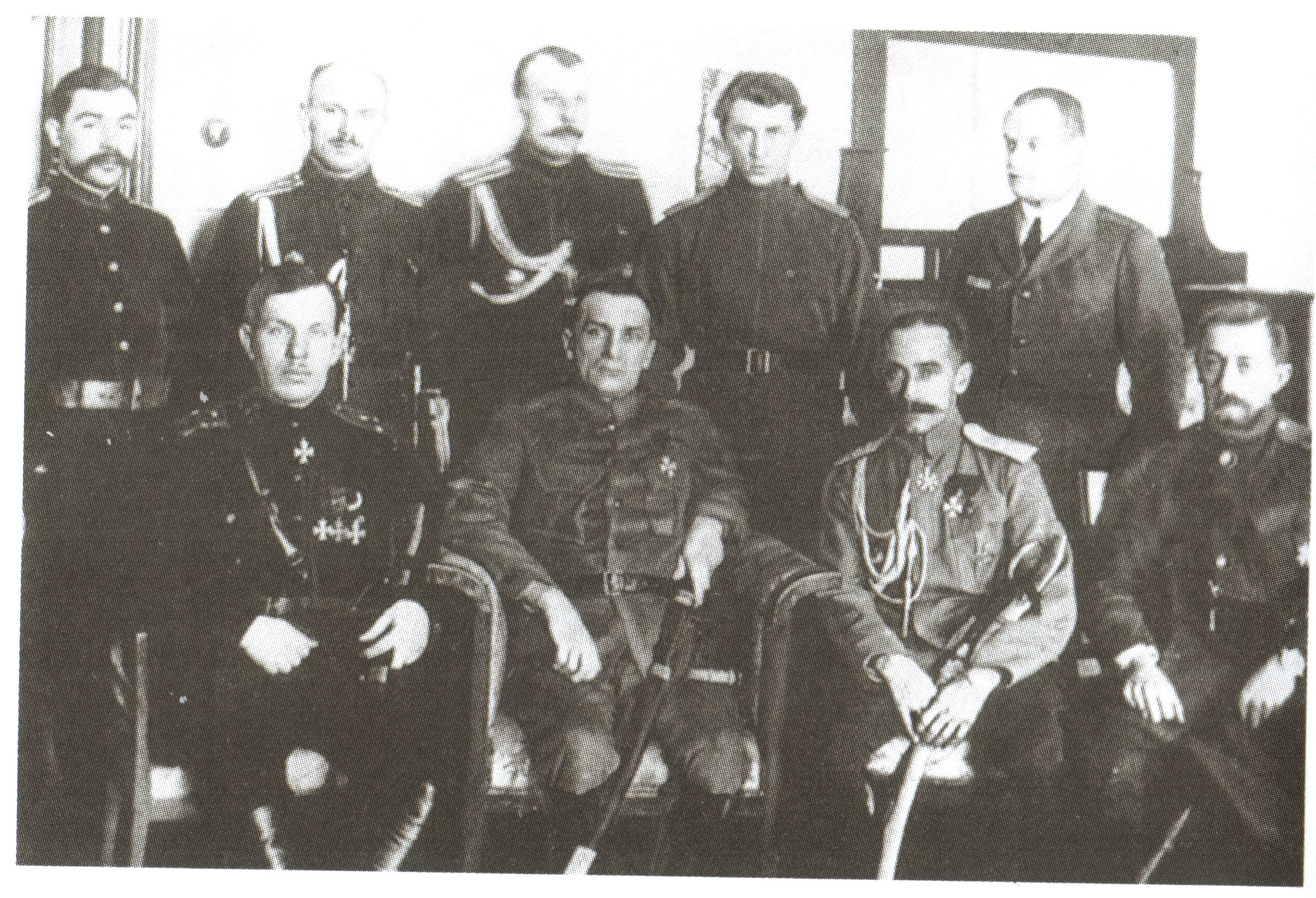
シベリア軍幹部とコルチャーク（1919年）

社会革命党はコルチャークを非難し、12月18日に500人の党員が武装蜂起するが、コサック軍とチェコ軍団に鎮圧された。その後、社会革命党は1919年1月にボリシェヴィキ政権と交渉を開始し、赤軍に加わった。一方、コルチャーク政権樹立は、反共主義の人々から歓迎された。イヴァン・ブーニンは1919年6月の日記に「イズベスチヤはコルチャークを"悪魔"と呼び下品な言葉で罵った。だが、私は喜びの涙で溢れていた」とコルチャークへの期待を記している。最高指導者就任後、コルチャークは支配領域にあるソビエトを解散させ、農地の個人所有を復活させるため、帝国時代の財産法を復活させた。

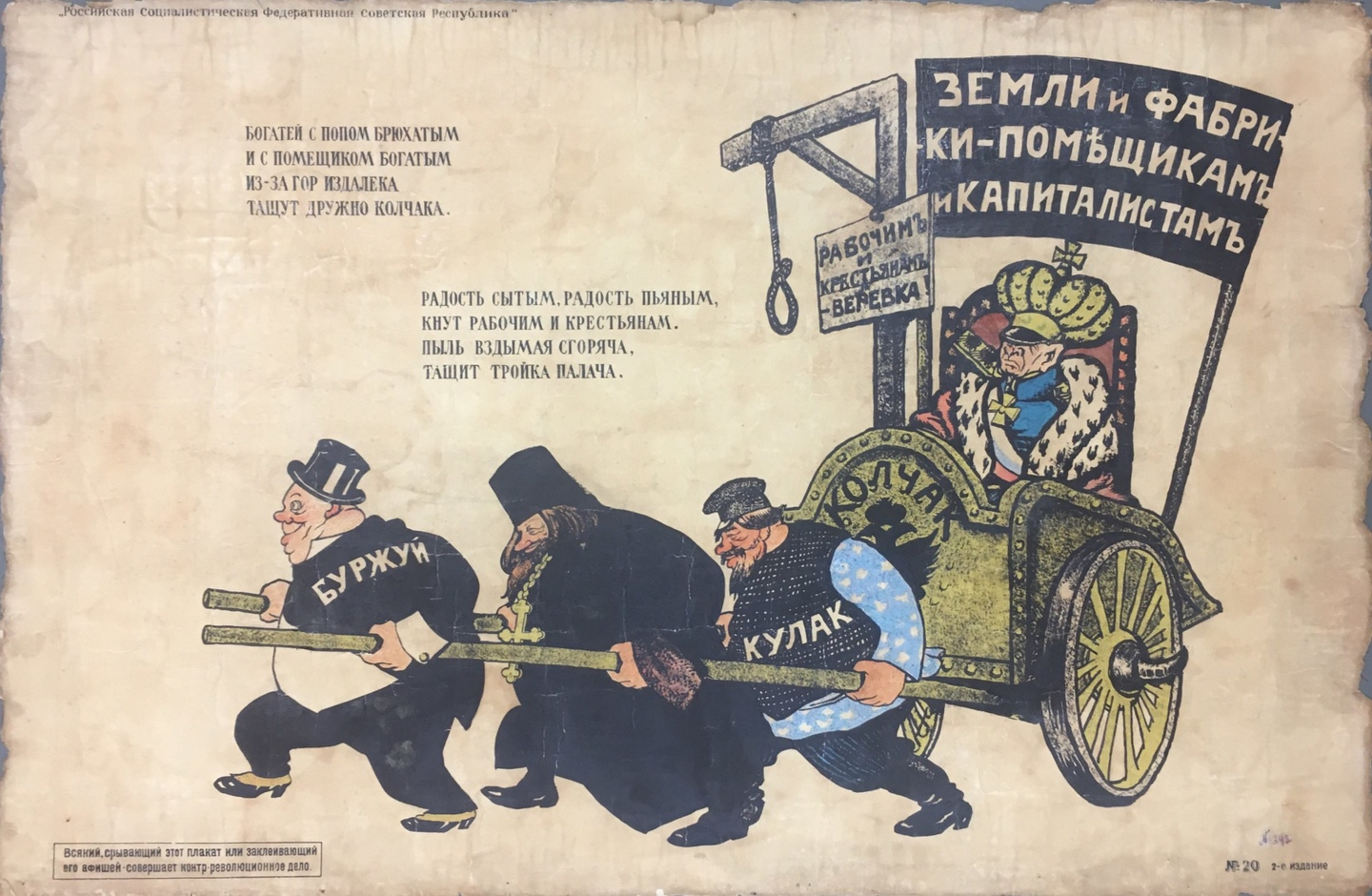
反コルチャーク派の風刺画

また、連合国からの支援を受けてラーヴル・コルニーロフ、アントーン・デニーキン、ピョートル・ヴラーンゲリら白軍と協力し赤軍に対抗した。コルチャークは陸戦に不慣れだったため、部下のD・A・レベデフやポールJ・バブナーらに作戦の裁量権を与えた。アナトレー・ペペリャーエフとルドルフ・ガジャの北部軍の活躍により、1918年12月に領域を拡大した。1919年3月にはヴォルガ川流域に迫り、反共勢力を支援した。この結果、コルチャーク軍は30万平方キロメートルの領土を獲得した。

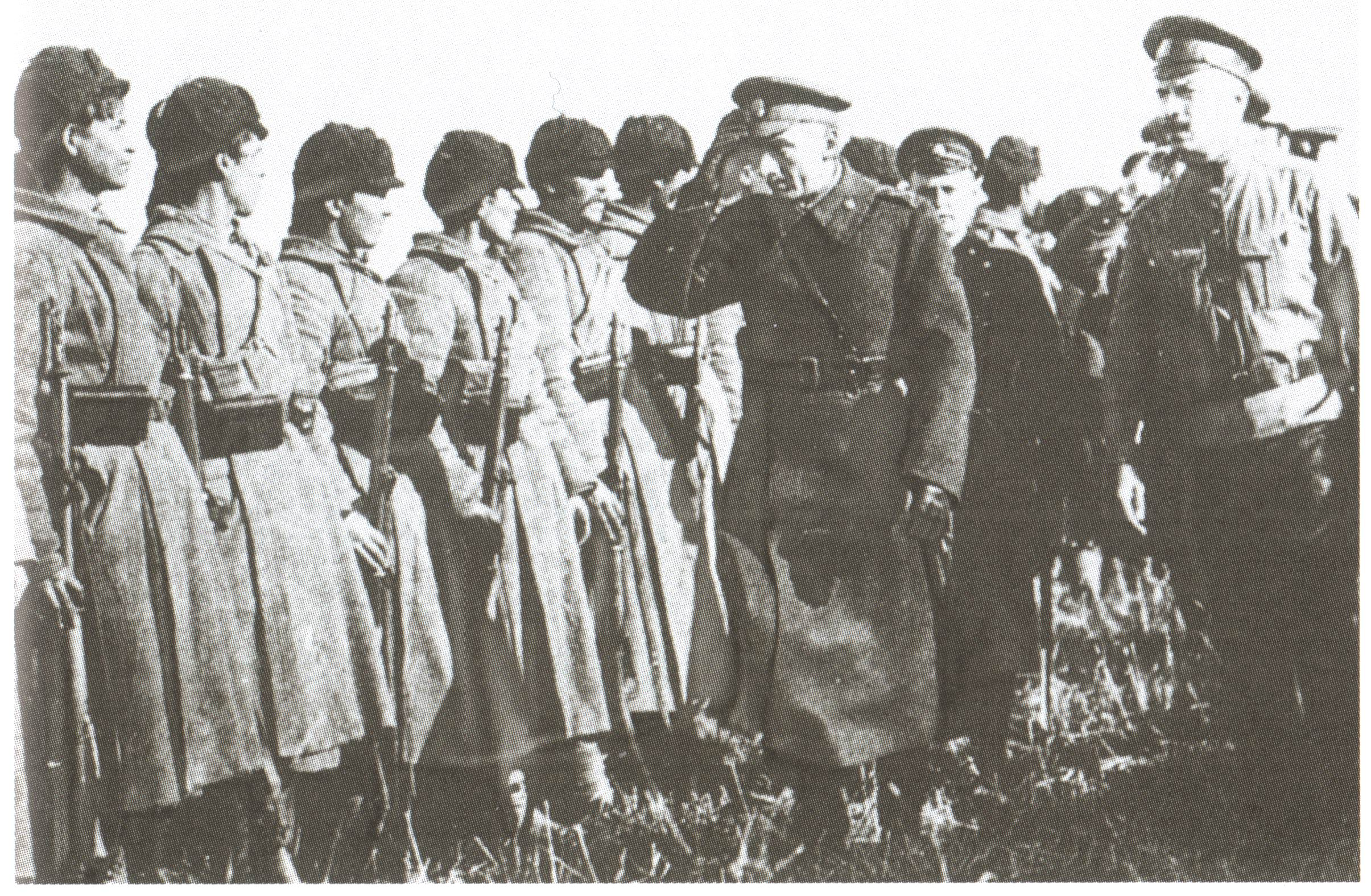
部隊を閲兵するコルチャーク（1919年）

しかし、コルチャーク軍は補給線が追い付かなくなり進軍が止まり、反対に赤軍は各地から増援された。また、連合国からの支援も得られなくなっていった。チェコ軍団を指揮するフランス軍軍事顧問のモーリス・ジャナンは、コルチャークをイギリスの傀儡と見なしており、日本はコルチャークからの派兵要請を拒否した。アメリカ軍のウィリアム・S・グレイブスは君主主義とコルチャークの独裁に反対していたため一切の協力を拒み、シベリア鉄道の運行を維持することのみに努めた。コルチャークは少数民族の独立に反対していたため、彼らからの支援も得られず、また列強の支援に依存していたため劣勢に立たされた。さらに農民からの支持も得られず、アルタイ地方やエニセイスクでは赤軍に協力する勢力が伸長し、1919年夏までに2万5,000人が赤軍に協力しコルチャーク軍に抵抗した。6月9日にウファが陥落し、コルチャーク軍はトボル川とエシム川のラインに防衛線を展開したが、人員の消耗率は増加する一方だった。赤軍は11月には防衛線を突破し、オムスクに向け進軍した。同時期に北部軍のガジャが反乱未遂を起こし、解任された。1920年2月にはアムールが陥落した。

### 逃亡と死

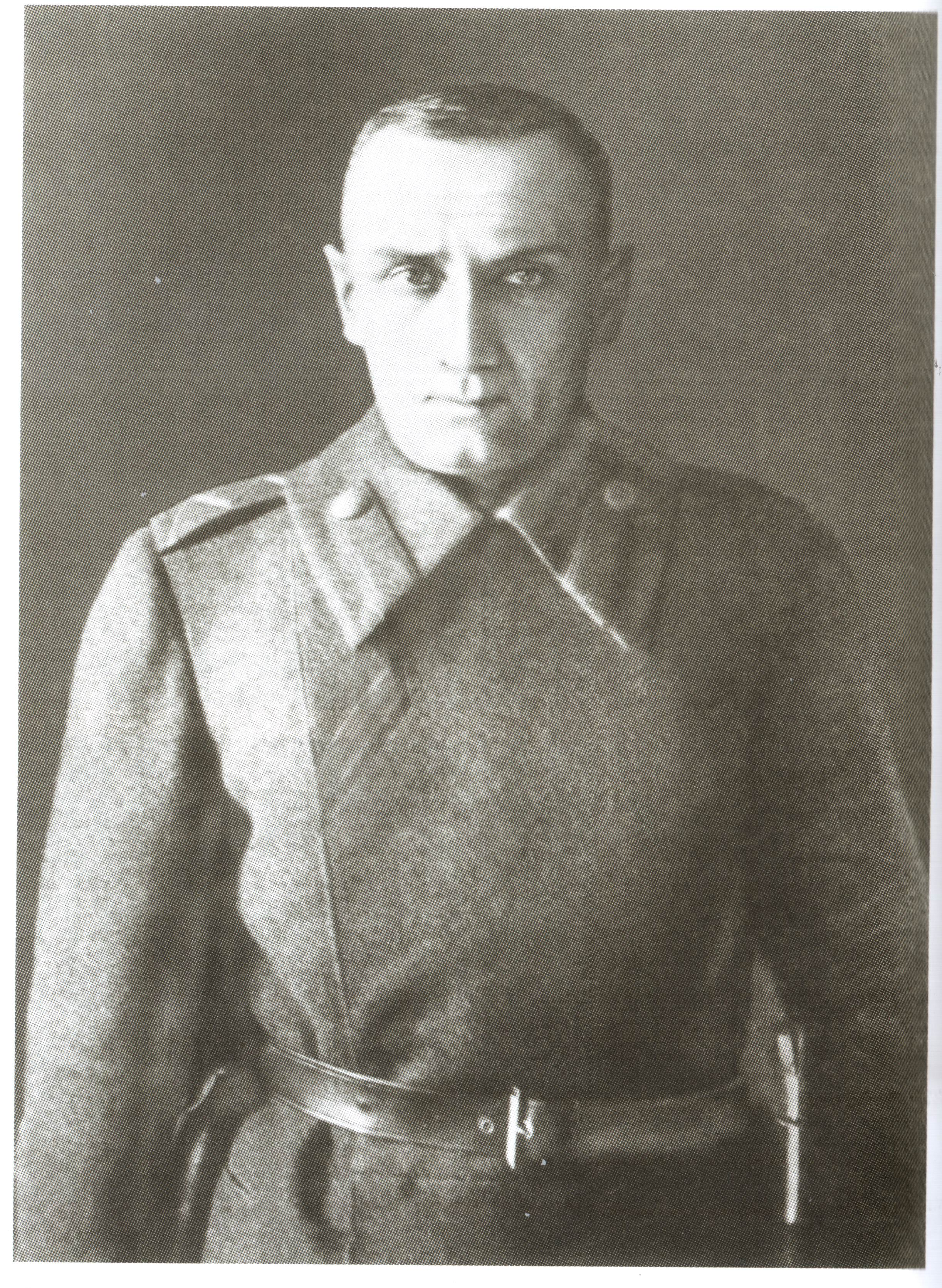
処刑直前のコルチャーク（1920年）

1919年11月13日にコルチャークはオムスクを放棄し、シベリア鉄道を使いイルクーツクに撤退し、赤軍は抵抗を受けることなくオムスクを占領した。しかし、12月下旬にニジネウジンスクに達した際、イルクーツクが陥落し政治センターが掌握していることを知らされる。
1920年1月4日、コルチャークは部隊を解散し、最高指導者の権限をデニーキンに、軍権をグリゴリー・セミョーノフにそれぞれ移譲した。1月14日、ジャナンはチェコ軍団にコルチャークを逮捕するように命令し、コルチャークは政治センターに引き渡された。1月21日から軍事革命委員会により裁判が開かれ、2月6日に行動を共にしていた首相のヴィクトル・ペペリャーエフと共に死刑判決を受けた。その間、白軍のウラジーミル・カッペルがコルチャークを奪還するためイルクーツクに向けて進軍しており、奪還を恐れた軍事革命委員会は2月7日早朝、アンガラ川のほとりでコルチャークとペペリャーエフの銃殺刑を執行した。
目撃者によると、コルチャークは処刑される直前でも冷静で死を恐れることなく、銃殺隊の指揮官に対し「パリにいる妻と息子に伝言を頼めるか」と伝えたという。処刑後、2人の遺体はロシア正教会の司祭によって祈りを捧げられた後、アンガラ川に掘られた穴の中に投棄された。赤軍がコルチャークの処刑を公表したのは3月7日になってからだった。
ソ連崩壊後もコルチャークの評価は一定していない。帝政支持者による名誉回復運動が続けられている一方、コルチャークのプラークが破壊されるなど、いまだに混乱が続いている。なお、現在はアンガラ川の遺体遺棄現場付近に墓石代わりに十字架が建てられている。

## 勲章
- 聖スタニスラフ勲章（英語版）
- 聖アンナ勲章（英語版）
- 聖ゲオルギー勲章（英語版）
- 聖ウラジーミル勲章（英語版）

## 映像作品
2008年10月9日、コルチャークの生涯を描いた映画『提督の戦艦』(Адмиралъ)がロシアで公開。日本でも2009年12月にDVD発売された。映画ではロシア内戦と友人セルゲイ・チミリョフの妻アンナ・チミリョヴァとの関係を軸に描かれている。